# Яхор
Яхор, Явор, Гяор, Гьор или Гявур (на гръцки: Διάμεσο, Диамесо, катаревуса Διάμεσον, Диамесон, до 1927 година Γιαόρ, Гяор) е обезлюдено село в Република Гърция, разположено на територията на дем Бук (Паранести) в област Източна Македония и Тракия.

## География
Селото е в югоизточните склонове на Родопите, североизточно от Драма.

## История

### В Османската империя
В подробен регистър на санджака Паша от 1569-70 година е отразено данъкоплатното население на Яхор (Явори) както следва: мюсюлмани – 23 семейства и 7 неженени.
Съгласно статистиката на Васил Кънчов към 1900 година Яхор е помашко селище с 30 къщи и се води като махала на село Чатак.

### В Гърция
Селото не фигурира в преброяването от 1913 година, а в 1920 има 87 жители.
Селото е обезлюдено през 1923 година като жителите му са изселени в Турция, в района на град Узункьопрю. До 1928 година в селото са заселени 30 гръцки бежански семейства или общо 142 души. В 1927 година името на селото е променено на Диамесон. Селото е разсипано по време на Гражданската война и след края ѝ то не е обновено.
| Година    | 1913 | 1920 | 1928 | 1940 | 1951 | 1961 | 1971 | 1981 | 1991 | 2001 | 2011 | 2021 |
| --------- | ---- | ---- | ---- | ---- | ---- | ---- | ---- | ---- | ---- | ---- | ---- | ---- |
| Население |      | 87   | 83   | 75   |      |      |      |      |      |      |      |      |